# Club Baloncesto Zaragoza
El Club Baloncesto Zaragoza (CBZ) es un club de baloncesto español de la ciudad aragonesa de Zaragoza, fundado en 1980, que compite en Tercera FEB.

## Historia
En 1981 el Centro Natación Helios no puede mantener el apoyo económico a su sección de baloncesto para poder jugar en primera división. Ante este hecho, José Luis Rubio, presidente del Club Baloncesto Helios, decide en unión de sus compañeros de junta directiva y abonados del club, separarse y fundar el Club Baloncesto Zaragoza, facultad que le venía permitida dado que la junta directiva del C.N. Helios había concedido la autonomía a la sección de baloncesto para constituirse en un club con estatutos propios, y llevaba varias temporadas inscrito como Club Baloncesto Helios-Skol.
En esta primera temporada (1981-1982) el club parte con la denominación C.B. Zaragoza-Skol, ya que es esta firma cervecera la que sigue patrocinando al equipo principalmente. Por aquel entonces, la masa social era de unos 450 abonados. La fecha histórica más trascendental para la vida del club se produce en julio del 82 cuando se llega a un importante acuerdo de esponsorización con la Caja de Ahorros de la Inmaculada. Se aseguraba así la continuidad de un club en la élite del baloncesto nacional, al posibilitar que este recibiera un aporte económico que posibilitase su continuidad deportiva.
A partir de ese contrato, el club pasó a llamarse CAI Zaragoza.
Esa relación fue mantenida durante 10 años, renovándose varias veces los contratos de patrocinio y colaboración.
El CBZ es uno de los clubes fundadores de la ACB y disputó su competición durante 14 temporadas ininterrumpidas, entre 1983-1984 y 1995-1996. Durante su periplo en la élite, el CBZ conquistó la Copa del Rey de 1984 (vs FC Barcelona) y la de 1990 (vs Joventut Badalona), siendo finalista en 1992 (vs Estudiantes) y en 1995 (vs. Taugrés Vitoria). Además, fue el tercer clasificado de la Liga ACB en las temporadas 1986-1987 y 1987-1988, tan solo por detrás del F.C. Barcelona y el Real Madrid. En aquella época, junto al Joventut de Badalona, era la alternativa al poder de los dos grandes. Actualmente, la competición está mucho más equilibrada.
En 1991, el CAI fue subcampeón de la Recopa de Europa al perder la final, disputada en Ginebra, contra el PAOK Complan por un ajustado y polémico 76 a 72 favorable a los de Salónica.
Al término de la temporada 1995-1996, el primer equipo fue expulsado de la ACB por los ya citados problemas económicos; manteniéndose únicamente en competición algunos conjuntos de las categorías inferiores. Posteriormente, el sénior del CBZ volvió a disputar una competición nacional, la Liga EBA, pero la experiencia del Adecco Zaragoza no duró más de dos años.

## La vida después de la ACB
Pese al tremendo impacto psicológico y social que supuso la desaparición del primer equipo, siguió habiendo vida después de la ACB. El CBZ continuó con su labor de cantera obligado por las circunstancias a volverse sobre sí mismo, a vivir las más de las veces lejos de cualquier foco informático o a espaldas generalmente de la opinión pública.
En la temporada 96-97 se consiguieron dos campeonatos de Aragón. En la 97-98, se volvió a la fase final del Campeonato de España Cadete y se fue al copo con tres títulos autonómicos en Junior, Cadete e Infantil. El último gran logro fue en la temporada 1999-2000 en la que el equipo Cadete consiguió la Medalla de Bronce en el Campeonato de España. Un equipo que solo perdió un partido en toda la temporada y donde todos sus jugadores habían pasado por la escuela del club y por todas sus categorías inferiores. Varios jugadores de Club llegaron a ser internacionales con las selección Española de categorías inferiores y se continuaron ganando campeonatos de Aragón a lo largo de la siguiente década por casi todos los equipos del CBZ.
En 2001 se tomó también la salida en la liga EBA, consiguiendo mantener la categoría en el primer año, y logrando un meritorio 9.º puesto en la siguiente temporada. Equipos ambos años, repletos íntegramente por jugadores formados en el Club que continuaban su progresión en una interesante liga sénior.

## Nombres comerciales
- Zaragoza Skol (1981-1982)
- CAI Zaragoza (1982-1992)
- Natwest Zaragoza (1992-1994)
- Amway Zaragoza (1994-1996)
- Adecco Zaragoza (2001-2003)
- Serviplem Baryval CBZ (2008-2009)
- 100x100 Basket CBZ (2009-2012)
- Universidad de Zaragoza CBZ (2012-2015)
- Unizar Azulejos Moncayo CBZ (2015-2020)
- Azulejos Moncayo CBZ (2020-)

## Trayectoria
| Temporada | Nivel | División      | Pos. | Postemporada              | TR     | PO       | Copa          | Copa | Comp. Europeas   | Comp. Europeas |
| --------- | ----- | ------------- | ---- | ------------------------- | ------ | -------- | ------------- | ---- | ---------------- | -------------- |
| 1981-82   | 1     | 1.ª División  | 6.º  | –                         | 15-11  | –        | –             | –    | –                | –              |
| 1982-83   | 1     | 1.ª División  | 4.º  | –                         | 16-1-9 | –        | Copa del Rey  | OF   | 3 Copa Korać     | CF             |
| 1983-84   | 1     | Liga ACB      | 6.º  | Semifinal (4.º)           | 15-13  | 5-3      | Copa del Rey  | C    | 3 Copa Korać     | SF             |
| 1984-85   | 1     | Liga ACB      | 12.º | Cuartos final (8.º)       | 15-13  | 2-3      | Copa Príncipe | SC   | 2 Recopa         | SF             |
| 1984-85   | 1     | Liga ACB      | 12.º | Cuartos final (8.º)       | 15-13  | 2-3      | Supercopa     | SC   | 2 Recopa         | SF             |
| 1985-86   | 1     | Liga ACB      | 4.º  | Semifinal (4.º)           | 19-9   | 2-2      | Copa del Rey  | SF   | 3 Copa Korać     | OF             |
| 1986-87   | 1     | Liga ACB      | 3.º  | Semifinal (3.º)           | 19-9   | 2-3      | Copa del Rey  | SF   | 3 Copa Korać     | SF             |
| 1986-87   | 1     | Liga ACB      | 3.º  | Semifinal (3.º)           | 19-9   | 2-3      | Copa Príncipe | OF   | 3 Copa Korać     | SF             |
| 1987-88   | 1     | Liga ACB      | 3.º  | Semifinal (3.º)           | 16-12  | 2-3      | Copa del Rey  | CF   | 3 Copa Korać     | CF             |
| 1987-88   | 1     | Liga ACB      | 3.º  | Semifinal (3.º)           | 16-12  | 2-3      | Copa Príncipe | SF   | 3 Copa Korać     | CF             |
| 1988-89   | 1     | Liga ACB      | 5.º  | Semifinal (4.º)           | 21-15  | 2-3      | Copa del Rey  | SF   | 3 Copa Korać     | CF             |
| 1989-90   | 1     | Liga ACB      | 7.º  | PO Clasificación (9.º)    | 17-19  | 3-0      | Copa del Rey  | C    | 3 Copa Korać     | OF             |
| 1990-91   | 1     | Liga ACB      | 3.º  | Cuartos final (6.º)       | 20-14  | 2-2      | Copa del Rey  | CF   | 2 Recopa         | SC             |
| 1991-92   | 1     | Liga ACB      | 2.º  | Cuartos final (5.º)       | 25-9   | 3-2      | Copa del Rey  | SC   | 3 Copa Korać     | OF             |
| 1992-93   | 1     | Liga ACB      | 10.º | Cuartos final (7.º)       | 16-15  | 3-3      | Copa del Rey  | SF   | 2 Copa de Europa | SF             |
| 1993-94   | 1     | Liga ACB      | 14.º | Octavos final (14.º)      | 11-17  | 1-2      | Copa del Rey  | TR   | 3 Copa Korać     | OF             |
| 1994-95   | 1     | Liga ACB      | 5.º  | Cuartos final (6.º)       | 23-15  | 1-2      | Copa del Rey  | SC   | –                | –              |
| 1995-96   | 1     | Liga ACB      | 5.º  | Cuartos final (7.º)       | 25-13  | 0-2      | Copa del Rey  | CF   | 3 Copa Korać     | OF             |
| 1996-01   | –     | –             | –    | –                         | –      | –        | –             | –    | –                | –              |
| 2001-02   | 4     | Liga EBA      | 13.º | –                         | 12-22  | –        | –             | –    | –                | –              |
| 2002-03   | 4     | Liga EBA      | 9.º  | Descenso                  | 14-16  | –        | –             | –    | –                | –              |
| 2003-07   | –     | –             | –    | –                         | –      | –        | –             | –    | –                | –              |
| 2007-08   | 8     | 2.ª Aragonesa | 1.º  | Final (1º)/ Ascenso       | 23-1   | 3-0      | –             | –    | –                | –              |
| 2008-09   | 6     | 1.ª División  | 10.º | Cuartos final (8.º)       | 9-11   | 0-2      | –             | –    | –                | –              |
| 2009-10   | 5     | 1.ª División  | 9.º  | –                         | 10-16  | –        | –             | –    | –                | –              |
| 2010-11   | 5     | 1.ª División  | 2.º  | Semifinal (4.º)           | 16-4   | 3-2      | –             | –    | –                | –              |
| 2011-12   | 5     | 1.ª División  | 1.º  | Final (1.º)               | 19-1   | 6-0      | –             | –    | –                | –              |
| 2012-13   | 5     | 1.ª División  | 2.º  | Final (1.º)               | 14-4   | 6-1      | –             | –    | –                | –              |
| 2013-14   | 5     | 1.ª División  | 1.º  | Final (1.º)               | 16-2   | 6-2      | –             | –    | –                | –              |
| 2014-15   | 5     | 1.ª División  | 2.º  | Final (1.º)               | 13-3   | 6-1      | –             | –    | –                | –              |
| 2015-16   | 5     | 1.ª División  | 2.º  | Final (1.º)               | 11-3   | 6-0      | –             | –    | –                | –              |
| 2016-17   | 5     | 1.ª División  | 1.º  | Final (2.º)               | 12-2   | 4-2      | –             | –    | –                | –              |
| 2017-18   | 5     | 1.ª División  | 1.º  | Final (2.º)               | 10-2   | 2-3      | –             | –    | –                | –              |
| 2018-19   | 5     | 1.ª División  | 2.º  | Final (2.º)               | 13-4   | 3-1      | –             | –    | –                | –              |
| 2019-20   | 5     | 1.ª División  | 1.º  | Ascenso                   | 12-1   | –        | –             | –    | –                | –              |
| 2020-21   | 4     | Liga EBA      | 5.º  | –                         | 5-7    | –        | –             | –    | –                | –              |
| 2021-22   | 4     | Liga EBA      | 9.º  | –                         | 8-14   | –        | –             | –    | –                | –              |
| 2022-23   | 4     | Liga EBA      | 12.º | PO Permanencia            | 6-20   | 1-1      | –             | –    | –                | –              |
| 2023-24   | 4     | Liga EBA      | 10.º | –                         | 12-14  | –        | –             | –    | –                | –              |
| 2024-25   | 4     | Tercera FEB   | 2.º  | Fase final (3.º)/ Ascenso | 20-6   | (2-0)3-0 | –             | –    | –                | –              |

## Palmarés

### Copa del Rey
- 2 Copas del Rey: 1984,   1990
- 1983-1984. Campeón, contra el F.C. Barcelona (81-78) en Zaragoza.
- 1989-1990. Campeón, contra el Ram Joventut (76-69) en Las Palmas de Gran Canaria.
- 1991-1992. Subcampeón, contra el Estudiantes Caja Postal (61-56) en Zaragoza.
- 1994-1995. Subcampeón, contra el Taugrés Vitoria (88-80) en Granada.

### Copa Príncipe de Asturias
- 1984-1985. Subcampeón, contra el Caja de Álava (93-85) en Villanueva de la Serena.

### Supercopa
- 1984-1985. Subcampeón, contra el Real Madrid (101-61) en Alcora.

### Competiciones europeas
- 1990-1991. Recopa de Europa: Subcampeón, contra el PAOK Complan (76-72) en Ginebra.

## Entrenadores
- 1981-83: Pepe Laso
- 1983-84: León Najnudel (Campeón de la Copa del Rey)
- 1984-85: Pepe Laso
- 1985-87: Manel Comas
- 1987-89: Ranko Žeravica
- 1989: Moncho Monsalve
- 1989-90: Jesús Carrera (Campeón de la Copa del Rey)
- 1990-92: Manel Comas
- 1992-93: Mario Pesquera
- 1993-94: Herb Brown
- 1994-96: Alfred Julbe